# Koprowa Góra
Koprowa Góra – część wsi w Polsce położona w województwie wielkopolskim, w powiecie kolskim, w gminie Koło. W latach 1975–1998 miejscowość administracyjnie należała do województwa konińskiego.

## Położenie
Miejscowość położona jest około 3 kilometrów na północny zachód od Koła, przy drodze lokalnej do Konina i Lichenia.